# Агломерато Ази Пескарола (Напуљ)
Агломерато Ази Пескарола (итал. Agglomerato Asi Pescarola) је насеље у Италији у округу Напуљ, региону Кампанија.
Према процени из 2011. у насељу је живело 41 становника. Насеље се налази на надморској висини од 24 м.